# Нью-Гранд-Чейн (Іллінойс)
Нью-Гранд-Чейн (англ. New Grand Chain) — селище (англ. village) в США, в окрузі Пуласкі штату Іллінойс. Населення — 150 осіб (2020).

## Географія
Нью-Гранд-Чейн розташований за координатами 37°15′16″ пн. ш. 89°0′57″ зх. д. / 37.25444° пн. ш. 89.01583° зх. д. (37.254436, -89.015911).  За даними Бюро перепису населення США в 2010 році селище мало площу 2,74 км², з яких 2,70 км² — суходіл та 0,04 км² — водойми.

## Демографія
Згідно з переписом 2010 року, у селищі мешкало 210 осіб у 92 домогосподарствах у складі 61 родини. Густота населення становила 77 осіб/км².  Було 119 помешкань (43/км²).
Расовий склад населення:
| - 84,8 % — білих - 12,4 % — чорних або афроамериканців |

До двох чи більше рас належало 2,4 %. Частка іспаномовних становила 2,4 % від усіх жителів.
За віковим діапазоном населення розподілялося таким чином: 24,8 % — особи молодші 18 років, 58,5 % — особи у віці 18—64 років, 16,7 % — особи у віці 65 років та старші. Медіана віку мешканця становила 44,0 року. На 100 осіб жіночої статі у селищі припадало 78,0 чоловіків;  на 100 жінок у віці від 18 років та старших — 75,6 чоловіків також старших 18 років.
Середній дохід на одне домашнє господарство  становив 48 641 долар США (медіана — 46 250), а середній дохід на одну сім'ю — 69 149 доларів (медіана — 66 250). За межею бідності перебувало 11,6 % осіб, у тому числі 5,0 % дітей у віці до 18 років та 3,8 % осіб у віці 65 років та старших.
Цивільне працевлаштоване населення становило 72 особи. Основні галузі зайнятості: освіта, охорона здоров'я та соціальна допомога — 34,7 %, мистецтво, розваги та відпочинок — 15,3 %, транспорт — 12,5 %.